# Johanneskirche (Seeburg)

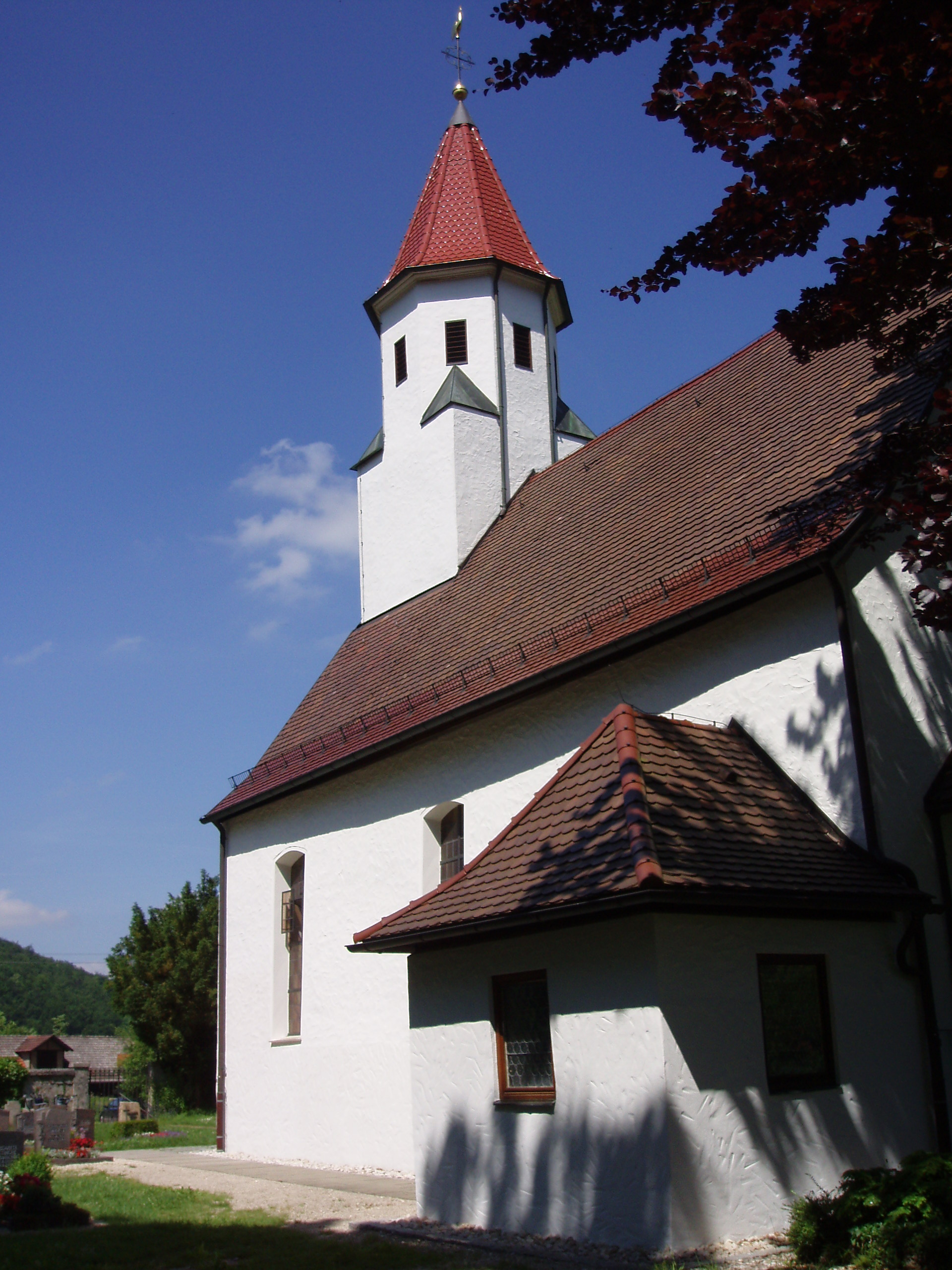
Die Johanneskirche Seeburg (2007)

Die evangelische Johanneskirche in der Ortsmitte Seeburgs, einem Ortsteil der Gemeinde Bad Urach im Landkreis Reutlingen in Baden-Württemberg, wurde im Jahr 770 das erste Mal erwähnt und gehört zur Kirchengemeinde Bad Urach und Seeburg. In ihrem heutigen Ausbau hat sie ca. 250 Sitzplätze. Ebenso wie die Orgel steht sie unter Denkmalschutz.

## Geschichte
Die Johanneskirche wurde in einem Schriftstück vom 11. Juni 770 im Lorscher Codex Laureshamensis im Zusammenhang mit einer Schenkung des Waldo an Abt Gundeland von Lorsch erstmals erwähnt. Die Ursprünge der heutigen Kirche gehen in das 13. Jahrhundert zurück. Von der ursprünglichen Kirche sind heute noch weite Teile erhalten. Dazu gehören die Apsis, ein romanisches Nordfenster im Chorraum, die Ostwand des Chors und das Sakramentshäuschen (Tabernakel) im Chorbogen. Das Kirchenschiff wurde 1720 errichtet und die Kirche 1871, 1961 (von Architekt Friedrich Veit) und in neuerer Zeit renoviert.

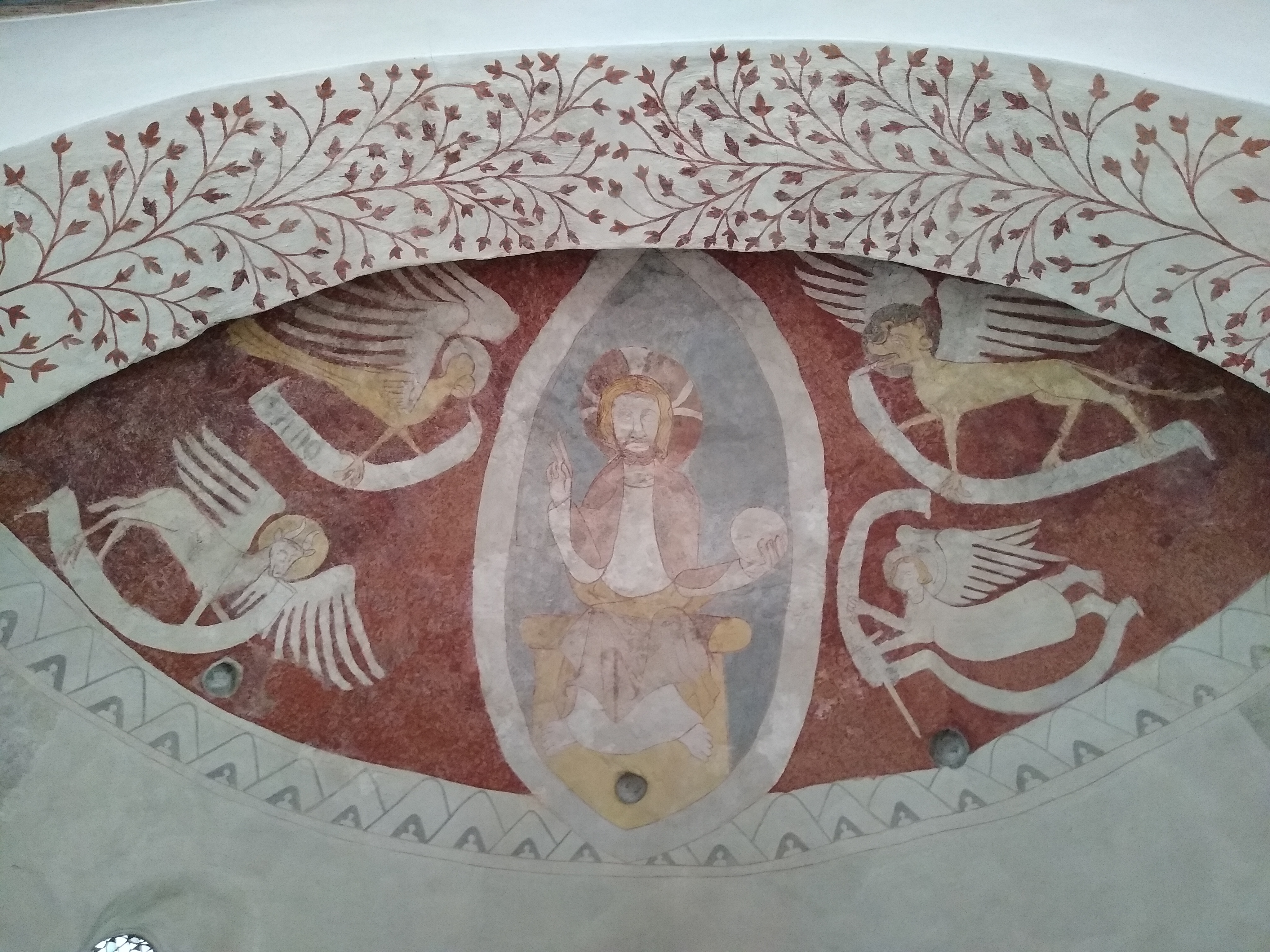
Apsisfresko mit Darstellung der Majestas Domini, umgeben von den Evangelistensymbolen

## Architektur, Gestaltung
Die Seccomalerei in der Apsis stammt aus der Zeit um 1280. Ebenfalls aus dem 13. und 14. Jahrhundert stammen die Fresken im Chorraum. Sie stellen Christus als Weltenherrscher in der Mandorla dar, umgeben von den Symbolen der vier Evangelisten (geflügelter Mensch, Löwe, Stier, Adler). Auf das Jahr 1370 lässt sich eine weitere Fresko-Darstellung datieren, sie zeigt die Geschichte Johannes des Täufers. Erhalten geblieben sind die Szenen mit Johannes in der Wüste und dem Gastmahl des Herodes.
Bei der Renovierung 1961 wurde die Orgelempore, die den Chorraum völlig verstellt hatte, entfernt und von der Bildhauerin Susanne Müller-Diefenbach aus Tübingen-Lustnau ein moderner Altar und Taufstein geschaffen sowie die Wand- und Gewölbemalerei durch den Tübinger Restaurator Professor Hans-Dieter Ingenhoff (1927–1994) freigelegt und restauriert. Vom Stuttgarter Künstler Wolf-Dieter Kohler wurde 1961 das südliche Chorfenster mit einer ungegenständlichen Glasmalerei gestaltet.
Die Johanneskirche bildet den Mittelpunkt des Friedhofes von Seeburg mit einigen sehr alten Grabsteinen.

## Orgel

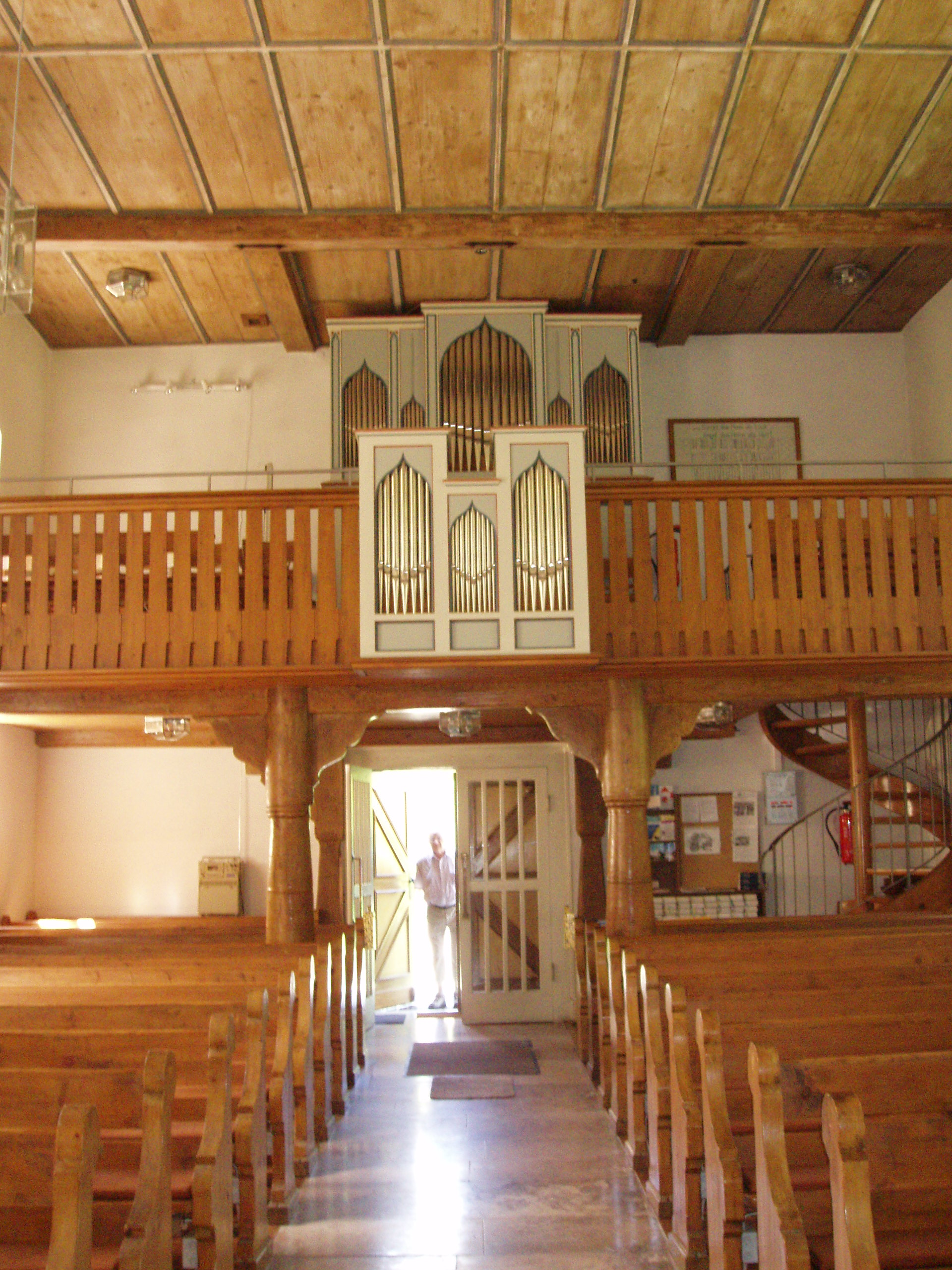
Blick auf die Orgel

Die Orgel wurde 1853 von dem Orgelbauer Johann Viktor Gruol dem Jüngeren gebaut. Das Instrument wurde 1980 restauriert; in diesem Zuge wurde das Rückpositiv hinzugebaut und ein neuer Spieltisch aufgestellt. Das Instrument hat 12 Register auf zwei Manualwerken und Pedal (Kegelladen für Hauptwerk und Pedal, Schleifladen für Rückpositiv). Die Spiel- und Registertrakturen sind mechanisch.
| I Hauptwerk C–f3 |                |    |
| 1.               | Gedeckt        | 8' |
| 2.               | Salicional     | 8' |
| 3.               | Principal      | 4' |
| 4.               | Traversflöte 0 | 4' |
| 5.               | Dolce          | 4' |
| 6.               | Mixtur         |    |

| II Rückpositiv C–f3 |             |        |
| 7.                  | Gedeckt     | 8'     |
| 8.                  | Rohrflöte 0 | 4'     |
| 9.                  | Nasat       | 2 ⁄3'  |
| 10.                 | Principal   | 2'     |
| 11.                 | Terz        | 1 3⁄5' |

| Pedal C–f1 |           |     |
| 12.        | Subbass 0 | 16′ |

- Koppeln: II/I, I/P, II/P.